# Liste der Baudenkmäler in Haltern am See
Die Liste der Baudenkmäler in Haltern am See enthält die denkmalgeschützten Bauwerke auf dem Gebiet der Stadt Haltern am See im Kreis Recklinghausen in Nordrhein-Westfalen (Stand: Juli 2021). Diese Baudenkmäler sind in der Denkmalliste der Stadt Haltern am See eingetragen; Grundlage für die Aufnahme ist das Denkmalschutzgesetz Nordrhein-Westfalen (DSchG NRW).

Baudenkmäler sind „Denkmäler, die aus baulichen Anlagen oder Teilen baulicher Anlagen bestehen“. Die Denkmalliste der Stadt Haltern am See umfasst 74 Baudenkmäler, darunter 30 Kleindenkmäler wie Kirchenausstattungen, Kreuzwegstationen oder Kriegerdenkmäler, 15 Wohnhäuser, neun Kapellen, sechs Kirchen, je vier Hof- und Wehranlagen, zwei Wohn- und Geschäftshäuser sowie je ein Friedhof, eine Industrieanlage, eine Mühle und ein öffentliches Gebäude. Außerdem sind zwei Baudenkmäler wieder aus der Denkmalliste entfernt worden. Von den insgesamt 74 Baudenkmälern befinden sich 35 in der Ortschaft Haltern-Mitte, neun in Lippramsdorf, je sieben in Hamm-Bossendorf und Hullern, sechs in Sythen, je vier in Flaesheim und Lavesum sowie zwei in Holtwick.

## Baudenkmäler
Die Liste umfasst falls vorhanden eine Fotografie des Denkmals, als Bezeichnung falls vorhanden den Namen, sonst kursiv den Gebäudetyp, die Ortschaft in der das Baudenkmal liegt und die Adresse, falls bekannt die Bauzeit, das Datum der Unterschutzstellung und die Eintragungsnummer der unteren Denkmalbehörde der Stadt Haltern am See. Der Name entspricht dabei der Bezeichnung durch die untere Denkmalbehörde der Stadt Haltern am See. Abkürzungen wurden zum besseren Verständnis aufgelöst, die Typografie an die in der Wikipedia übliche angepasst und Tippfehler korrigiert.
| Bild                                               | Bezeichnung                                                      | Lage                                                        | Beschreibung | Bauzeit                                          | Eingetragen seit | Denkmal- nummer |
| -------------------------------------------------- | ---------------------------------------------------------------- | ----------------------------------------------------------- | --- | ------------------------------------------------ | ---------------- | --------------- |
| weitere Bilder                                     | Kirche mit Altarleuchter Erlöserkirche, evangelisches Gotteshaus | Haltern-Mitte Hennewiger Weg 8 Karte                        | Der Grundstein für den Jugendstilsaal bestehend aus drei Jochen mit an die Seite gedrücktem Turm und Emporenanlage wurde 1911 gelegt. Der gotisierende Ziegelbau mit hellen Putzflächen und Werksteingliederung in Anlehnung an Bauten der norddeutschen Backsteingotik ist mit Schiefer bedeckt | 1911 - 1912                                      | 09.05.1983       | 1               |
| weitere Bilder                                     | Altes Rathaus mit Ciborium und Votivtafel                        | Haltern-Mitte Markt 1/Rekumer Straße Karte                  | zweigeschossiger Bau in Traufenlage. Das Erdgeschoß in einer Laube aus vier Spitzbogenarkaden geöffnet. Zwerchgiebel der Längsfront 19. Jh. Fensterbekrönung aus Muschelgefüllten Dreiecksgiebeln. |                                                  | 23.06.1983       | 2               |
| weitere Bilder                                     | Turm Siebenteufelsturm                                           | Haltern-Mitte Turmstraße Karte                              | Runder Ziegelbau mit Spitzbogenfries und Schießscharten, Bez. 1503. Mächtiger Rundturm mit ziegelgedecktem Kegeldach; untere Teile Bruchsteinmauerwerk, darüber Backstein; Ansätze von alten Bruchsteinmauern; in ca. 3 m Höhe alte Türöffnung; in Sandsteinrahmung Datierung 1502. Der Turm gehört zu den letzten Resten nach der 1818 abgebrochenen Befestigungsanlagen, deren Material zum Bau der Straße nach Wesel verwandt wurde. | 1502                                             | 23.06.1983       | 3               |
| weitere Bilder                                     | Kapelle                                                          | Lavesum Kapellenstraße Karte                                | Einschiffiger mit 3/6 Chorschluss versehener Bau. Ursprüngliche Anlage von 1467, im Jahr 1652 nach Westen hin verlängert. Kleine Sakristei an der Nordseite von 1805. Im Innern flachgedeckt mit Wandgemälden: Im Chorschluss die 12 Apostel in statuarischer Haltung je zwei einander zugewandt. Rechts auf der Südwand Darstellung der Madonna in Strahlenglorie: unter den Füßen der Madonna, die das Jesuskind auf dem linken Arm hält, sieht man den Mond, der linke Fuß steht auf dem Kopf der Schlange, zwei schwebende Engel reichen Maria die Krone, über der zwölf Sterne sichtbar sind. Links der Madonna die heilige Dorothea, rechts die heilige Katharina von Alexandrien, neben dieser der in den Boden versinkende Kaiser. Neben dieser Gruppe rechts die Figur des heiligen Antonius. | 1467 / 1652                                      | 08.07.1983       | 4 Wikidata      |
| weitere Bilder                                     | Kapelle mit Epitaph                                              | Hamm-Bossendorf Kapellenweg Karte                           | Die Katharinenkapelle, auch Ludgeruskapelle genannt, liegt auf dem alten rund ummauerten Friedhof. Die Kirche wurde zu Beginn als einfaches rechteckiges Gotteshaus im 12. Jahrhundert im romanischen Stil errichtet. Chor ältester Teil der Kirche, datiert wohl aus dem 11./12. Jh., Schiff spätere Erweiterung. Die Kapelle gilt als der älteste Steinbau des Vestes Recklinghausen und wird von vielen Kunsthistorikern als die älteste Steinkirche des Bistums angesehen. Fachleute sind sich darin einig, dass es sich bei dieser Kirche um eine Gründung des Heiligen Ludgerus, des ersten Bischofs von Münster (742 - 809) handelt und sie der Heiligen Katharina von Alexandrien, gestorben um 305, geweiht war. Im Chorraum an der Südseite Ausgussnische und an der Nordwand kleine Sakramentnische mit einfacher Sandsteinumrahmung. Fenster alle rundbogig, Eingang an der Westseite. An der Nordseite vermauerter spitzbogiger Eingang. | Anfang 12. Jh                                    | 12.07.1983       | 5               |
| weitere Bilder                                     | Kirche katholische Kirche St. Andreas                            | Hullern Hauptstraße 47 Karte                                | Neubau von dem Architekten Wilhelm Rincklake aus den Jahren 1895–1897. Dieser Bau stellt einen typischen neugotischen Backsteinbau mit Westturm dar, wodurch er sich auch als Denkmal auszeichnet. | 1895-1897                                        | 12.07.1983       | 6               |
| Altarflügel katholische Kirche St. Andreas         | Altarflügel katholische Kirche St. Andreas                       | Hullern Hauptstraße 47 Karte                                | Im Inneren der Kirche eine Darstellung der Geburt Christi mit Geißelung und Handwaschung des Pilatus vom Anfang des 16. Jahrhunderts. Diese Bildtafeln werden dem Cappenberger Meister Jan Baegert zugeschrieben | 16. Jh.                                          | 12.07.1983       | 6/1             |
| Wohn- und Geschäftshaus                            | Wohn- und Geschäftshaus                                          | Haltern-Mitte Merschstraße 11 Karte                         | Imposanter zweigeschossiger Putzbau von sieben Achsen mit recht später angesetztem niedrigen Anbau; die drei mittleren Achsen durch kräftige Pilaster, reiche plastische Gliederungen über den Fenstern und flachen Dreiecksgiebel sowie ein leichtes Vorziehen dieser Disposition in der Art eines Risalits betont; Erdgeschoß durch Ladeneinbau verändert. Im Obergeschoß neue Sprossenfenster mit Butzenscheiben. |                                                  | 27.07.1983       | 8               |
| weitere Bilder                                     | Wallfahrtskapelle Annaberg                                       | Haltern-Mitte Annaberg Karte                                | Die Wallfahrtskapelle St. Anna ist auf Sankt-Anna-Berg gelegen, der seit etwa 1556 als Wallfahrtsort besteht. Der kleine zweijochige Saalbau mit rundbogigem Westportal, flankierenden Pfeilern und Verdachung wurde 1674 durch Pfarrer Nottebaum errichtet. 1791 wurde der Bau durch einen größeren einschiffigen Verbindungsraum erstmals ausgebaut und 1967 dann nochmals durch ein modernes Kirchengebäude erweitert. Im Inneren befindet sich das Gnadenbild der Heiligen Anna selbdritt aus dem 15. Jahrhundert, zu dem ganzjährig viele Pilger kommen. Denn die Heilige Mutter Mariens und somit Großmutter Jesu Christi wird hier in Haltern besonders verehrt. Außerdem lässt sich in der Wallfahrtskapelle eine Holzschnitzarbeit aus dem Ende des 15. Jahrhunderts bewundern. Das Relief eines Flügelaltars zeigt die Verkündigung, die Heimsuchung und die Geburt Christi. | 1674                                             | 23.08.1983       | 9               |
| weitere Bilder                                     | Gnadenbild Wallfahrtskirche Annaberg                             | Haltern-Mitte Annaberg Karte                                | |                                                  | 23.08.1983       | 9/1             |
| Reliefs Wallfahrtskapelle Annaberg                 | Reliefs Wallfahrtskapelle Annaberg                               | Haltern-Mitte Annaberg Karte                                | |                                                  | 23.08.1983       | 9/2             |
| weitere Bilder                                     | Kirche katholische Stadtkirche St. Sixtus                        | Haltern-Mitte Markt Karte                                   | Romanische Vorläuferbauten seit dem 9. Jh., Neubau in den Jahren 1870–1875 nach Plänen des Münsterschen Architekten August Hanemann als neogotische Hallenkirche mit vier Mittelschiffjochen, Seitenschiffen sowie Querhäusern und Vierung. Chor einjochig mit 5/8-Schluss. Kreuzgewölbe mit Rippen und Schlusssteinen. Fenster spitzbogig, Langhaus dreiteilig, Chor zweiteilig, Kreuzschiff vierteilig mit Maßwerk. Turm an der Nordseite, Turmhelm Kupfer, an den Ecken mit kleinen Zierhelmen. Strebepfeiler außen an Schiff und Chor mit Giebelaufsätzen. Der beeindruckende Anblick des Baus wurde durch die umfassende Erneuerung in den Jahren 1985–1989 gewährleistet. Doch auch der Eindruck des Inneren ist bemerkenswert und wird durch die wertvollen Ausstattungsstücke wie beispielsweise das gotische Gabelkruzifix, das in Haltern große Verehrung genießt, noch erweitert. | 1870 – 1875                                      | 23.08.1983       | 10              |
| Altaraufsatz Pfarrkirche St. Sixtus                | Altaraufsatz Pfarrkirche St. Sixtus                              | Haltern-Mitte Markt Karte                                   | |                                                  | 23.08.1983       | 10/1            |
| Epitaph Pfarrkirche St. Sixtus                     | Epitaph Pfarrkirche St. Sixtus                                   | Haltern-Mitte Markt Karte                                   | |                                                  | 23.08.1983       | 10/2            |
| Gabelkruzifix Pfarrkirche St. Sixtus               | Gabelkruzifix Pfarrkirche St. Sixtus                             | Haltern-Mitte Markt Karte                                   | |                                                  | 23.08.1983       | 10/3            |
| Votivtafel Pfarrkirche St. Sixtus                  | Votivtafel Pfarrkirche St. Sixtus                                | Haltern-Mitte Markt Karte                                   | |                                                  | 23.08.1983       | 10/4            |
| Ciborium Pfarrkirche St. Sixtus                    | Ciborium Pfarrkirche St. Sixtus                                  | Haltern-Mitte Markt Karte                                   | |                                                  | 23.08.1983       | 10/5            |
| Altarleuchter Pfarrkirche St. Sixtus               | Altarleuchter Pfarrkirche St. Sixtus                             | Haltern-Mitte Markt Karte                                   | |                                                  | 23.08.1983       | 10/6            |
| weitere Bilder                                     | Stiftskirche                                                     | Flaesheim Stiftsplatz Karte                                 | Die Gründung der Kirche erfolgte durch die Schenkung (1. Aug. 1166) der Flaesheimer Besitzungen des Grafen Otto von Ravensberg an den Kölner Erzbischof Rainald von Dassel zur Gründung eines Chorfrauen-Stiftes nach den Regeln des hl. Augustinus unter Aufsicht des Propstes Hermann von Knechtsteden. 1555 erfolgte die Umwandlung in ein freiweltliches Damenstift. Das Stiftsgebäude brannte 1790 vollständig nieder. 1803 ging der ganze Stiftsbesitz als Entschädigung gemäß dem Luneviller Vertrag in den Besitz des Herzog von Arenberg über. 1808 wurde das Stift endgültig aufgehoben. Die Baugeschichte der heutigen Kirche ist noch nicht endgültig erforscht. Aus der Gründungszeit ist nur noch der romanische Westturm als Rest eines ehemaligen Westbaues erhalten. An Stelle der beiden heutigen diagonalen Strebepfeiler standen früher runde Treppentürme. Ihre Fundamente wurden 1960 bei Ausgrabungen gefunden und sind heute in der Pflasterung sichtbar gemacht. Auf der Nord- und Südseite des Turmes befanden sich niedrige Anbauten, die durch Bogenöffnungen vom Turminneren zugänglich waren. Auf der Südseite wurde die Öffnung im Rahmen der im Jahre 1960–1962 durchgeführten Restaurierung als zurückgesetzter, blinder Rundbogen wieder hergestellt. Der Turm wurde 1663/64 auf die jetzige Höhe aufgestockt. Das heutige Turmdach (Pyramide) wurde 1838 errichtet. Das Langhaus, Kirchenschiff, dürfte in seinen heutigen Abmessungen spätestens um 1525 entstanden sein. Gemäß dendrochronologischer Untersuchung stammt der gesamte Dachstuhl aus den Jahren 1524/25 und wurde in einem Zuge errichtet. Ob der Dachstuhl nun der Abschluss der Neubauarbeiten oder als Ersatz für einen Dachstuhlbrand erstellt wurde, ist unklar. Bekannt ist, dass die Kirche 1525 auch 2 neue Glocken bekam. Der Vorgängerbau war schmaler, erkennbar an senkrechten Mauerfugen an der Turmostwand unter dem Kirchendach. Über seine Länge ist nichts bekannt. Die Empore, früher Nonnenempore, dürfte auch um 1663 in das 1 Joch eingebaut sein. Bei der Visitation 1630 wird sie nicht erwähnt. | nach 1166                                        | 23.08.1983       | 11              |
| Altar Pfarrkirche Flaesheim                        | Altar Pfarrkirche Flaesheim                                      | Flaesheim Stiftsplatz Karte                                 | Renaissance-Hochaltar aus Sandstein mit Umänderungen in der Barockzeit, ca. 8,5 m hoch und 3,5 m breit. Er stammt aus der Werkstatt von Gerhard Gröninger († 1652) aus Münster. Der Altartisch wurde gemäß der gefundenen Weiheurkunde am 2. Juni 1654 durch Petrus Hergarden im Namen des Kölner Weihbischof Georg Paul Stravius geweiht. Die Fertigstellung des Altares - Aufsetzen des Altaraufsatzes (Predella, Rentabel) - erfolgte gemäß Chronogramm im Jahre 1658. Gleichzeitig erfährt man den Namen der Auftraggeberin – Anna Maria von Ketteler, Äbtissin (von ~1637-+15.2.1670). Dreiteiliger Aufbau, in der Mitte Kalvarienberg, in den seitlichen Nischen Petrus und Paulus, in den Steinsockeln und in der Predella vier Gemälde mit Szenen aus dem Leben der hl. Maria Magdalena | 1654/58                                          | 23.08.1983       | 11/1            |
| weitere Bilder                                     | Heilig-Kreuz-Pfarrkirche in Hamm-Bossendorf                      | Hamm-Bossendorf Kirchweg Karte                              | Die Kirche wurde zu Beginn als einfaches rechteckiges Gotteshaus im 12. Jahrhundert im romanischen Stil errichtet. Dem Geist der Zeit entsprechend, es war die Zeit der Kreuzzüge, erhielt die der Heiligen Helena geweihte Kirche den Namen Heilig Kreuz, der auch heute noch gebräuchlich ist. Einschiffig, Chor mit 5/8-Schluss; Turm an der Westseite romanisch. Innenraum flach gedeckt und mit Turin 23 m lang und im Schiff 7,60 m breit. Turm öffnet sich in Rundbogen gegen das Schiff, Chorraum liegt eine Stufe höher. Fenster zweiteilig, spitzbogig, mit Maßwerk versehen. Die rundbogigen Schallöffnungen des Turmes haben Säulchen mit Würfelkapitellen. Eingang an der Westseite des Turmes aus dem 19. Jh. | 12. Jh., Turm 19. Jh.                            | 23.08.1983       | 12 Wikidata     |
| BW                                                 | Ciborium Pfarrkirche Hamm-Bossendorf                             | Hamm-Bossendorf Kirchweg Karte                              | Ciborium - Silber vergoldet, 17. Jh., 29,5 cm hoch. Der getriebene, in der Grundform ovale Fuß ist 8 × 10 cm breit. Ein nach aufwärts geschwungener Delphin trägt die runde Kuppa mit Deckel und Kreuz. | 17. Jh.                                          | 23.08.1983       | 12/1            |
| Torhaus und Kapelle des ehemaligen Haus Sythen     | Torhaus und Kapelle des ehemaligen Haus Sythen                   | Sythen Stockwieser Damm Karte                               | ugs. „Schloss Sythen“, korrekte Bezeichnung „Haus Sythen“ |                                                  | 08.09.1983       | 13              |
| weitere Bilder                                     | Burganlage Haus Ostendorf                                        | Lippramsdorf Ostendorfer Straße 47 Karte                    | Die Burganlage Haus Ostendorf repräsentiert die Überreste eines ehemaligen Ritterguts, das urkundlich erstmals 1316 erwähnt wurde. Die Wasserburg wurde 1934 durch ein Feuer größtenteils zerstört, was zu dem heutigen Erscheinungsbild der Anlage führte. Es sind heute an der Nord- und Ostseite langgestreckte, mit Ecktürmen versehene Wirtschaftsgebäude sichtbar. Man weiß jedoch, dass die Vor- und Hauptburg, die heute als Bodendenkmal eingetragen ist, durch eine innere und sehr breite Gräfte mit davon umschlossenem fünfeckigem Wall befestigt war. |                                                  | 18.10.1983       | 14              |
| Wohnhaus                                           | Wohnhaus                                                         | Haltern-Mitte Lippstraße 13 Karte                           | |                                                  | 20.03.1984       | 15              |
| Haus                                               | Haus                                                             | Haltern-Mitte Markt 7 Karte                                 | Wohnhaus | um 1800                                          | 20.03.1984       | 16              |
| Wohnhaus                                           | Wohnhaus                                                         | Haltern-Mitte Gaststiege 15 Karte                           | |                                                  | 22.03.1984       | 17              |
| Hofanlage                                          | Hofanlage                                                        | Sythen Dorfstraße 28 Karte                                  | |                                                  | 02.05.1984       | 18              |
| Statue                                             | Statue                                                           | Sythen Stockwieser Damm/Blumenstraße Karte                  | Statue vom Heiligen Franz Xaver. Als eine unter wenigen Darstellungen des heiligen Franz Xaver im westfälischen Raum finden wir in Haltern eine große Sandsteinfigur des Heiligen - in Priestertracht mit Kruzifix im Arm. Diese dokumentiert die örtliche Kunstgeschichte und Volksfrömmigkeit. Denn Franz Xaver wurde im Alter von 27 Jahren zum katholischen Glauben bekehrt und daraufhin zu einem der Gründungsväter des Jesuitenordens. Von da an prägte er die Arbeit der Katholischen Missionen dauerhaft und wurde so beispielgebend für viele Missionare des Jesuitenordens. Inschrift 1738 | 1738                                             | 27.09.1984       | 19              |
| Reliefstein                                        | Reliefstein                                                      | Lippramsdorf Dorstener Straße 765 Karte                     | |                                                  | 27.09.1984       | 20              |
| Spartakistengrabmal                                | Spartakistengrabmal                                              | Hamm-Bossendorf Auf dem Hassel Karte                        | |                                                  | 12.12.1984       | 21              |
| Wegekreuz                                          | Wegekreuz                                                        | Haltern-Mitte Münsterstraße/Johannesstraße Karte            | |                                                  | 12.12.1984       | 22              |
| Kriegerehrenmal                                    | Kriegerehrenmal                                                  | Hamm-Bossendorf Marler Straße Karte                         | |                                                  | 12.12.1984       | 23              |
|                                                    |                                                                  | Haltern-Mitte Römerstraße Karte                             | |                                                  | 22.05.1985       | 24              |
| Wohnhaus ehemaliges Ackerbürgerhaus                | Wohnhaus ehemaliges Ackerbürgerhaus                              | Haltern-Mitte Lippmauer 6 Karte                             | |                                                  | 30.07.1985       | 25              |
| Wohnhaus                                           | Wohnhaus                                                         | Haltern-Mitte Wehrstraße 1 Karte                            | |                                                  | 31.07.1985       | 26              |
| Stadtmauerreste im Gartengrundstück                | Stadtmauerreste im Gartengrundstück                              | Haltern-Mitte Südwall 23 Karte                              | Halbkreisförmige, mit Bruchstein gemauerte Ausbuchtung. Dabei handelt es sich um die Überreste eines Stadtturmes, der sich im Urkataster von 1823 auch noch wiederfinden lässt. Die seitlichen Anschlüsse des Turmes sind infolge des steigenden Geländes heute leider weitgehend verschüttet und nur noch in Ansätzen erkennbar. |                                                  | 31.07.1985       | 27              |
| Haus                                               | Haus                                                             | Haltern-Mitte Münsterstraße 8 Karte                         | |                                                  | 19.12.1985       | 28              |
| Wegekapelle                                        | Wegekapelle                                                      | Lavesum Sundernweg/Heidbrink Karte                          | |                                                  | 09.04.1986       | 29              |
| Hofhaus                                            | Hofhaus                                                          | Lavesum Rekener Straße 223 Karte                            | |                                                  | 10.07.1986       | 30              |
| Hofkapelle                                         | Hofkapelle                                                       | Lavesum Buchenstraße 38 Karte                               | |                                                  | 10.07.1986       | 31              |
| Kruzifix                                           | Kruzifix                                                         | Haltern-Mitte bei Kirche St. Sixtus Karte                   | |                                                  | 10.07.1986       | 32              |
| fünfte und sechste Station des Kreuzweges Annaberg | fünfte und sechste Station des Kreuzweges Annaberg               | Holtwick Kapellenplatz Annaberg Karte                       | Wurde vom ursprünglichen Standort auf den Kapellenplatz am Annaberg versetzt. Werke des Münsteraner Bildhauers Heinrich Fleige von 1873 |                                                  | 10.07.1986       | 33              |
| Kreuzwegstation                                    | Kreuzwegstation                                                  | Holtwick Mühlenweg Karte                                    | |                                                  | 15.12.1986       | 35              |
| Bildstock                                          | Bildstock                                                        | Lippramsdorf Tannenberger Weg Karte                         | |                                                  | 15.12.1986       | 36              |
| Bildstock                                          | Bildstock                                                        | Lippramsdorf Antoniusweg Karte                              | |                                                  | 15.12.1986       | 37              |
|                                                    | Wegekreuz                                                        | Flaesheim Örter Pütt                                        | Das beschriebene Kreuz wurde am 17.6.1991 abgebaut und soll demnächst aus der Denkmalliste entfernt werden. |                                                  | 05.06.1987       | 38              |
| Steinkreuz                                         | Steinkreuz                                                       | Lippramsdorf Dorstener Straße 730 Karte                     | |                                                  | 09.06.1987       | 39              |
| Hof Kleine-Kappenberg                              | Hof Kleine-Kappenberg                                            | Lippramsdorf Bornweg 1 Karte                                | |                                                  | 09.06.1987       | 40              |
| Kreuzwegstation                                    | Kreuzwegstation                                                  | Haltern-Mitte Lavesumer Straße/Nordwall Karte               | |                                                  | 13.07.1987       | 42              |
| Kruzifix                                           | Kruzifix                                                         | Lippramsdorf Sandstraße 59 Karte                            | |                                                  | 23.09.1987       | 43              |
| Hofkapelle                                         | Hofkapelle                                                       | Lippramsdorf Dorstener Straße 540 Karte                     | |                                                  | 23.09.1987       | 44              |
| Kriegerehrenmal                                    | Kriegerehrenmal                                                  | Hullern Hauptstraße/Alter Postweg Karte                     | |                                                  | 22.10.1987       | 45              |
| Sythener Mühle                                     | Sythener Mühle                                                   | Sythen Stockwieser Damm Karte                               | |                                                  | 19.02.1988       | 46              |
| Wegekreuz                                          | Wegekreuz                                                        | Sythen bei Dorfstraße 32 Karte                              | |                                                  | 22.02.1988       | 47              |
| Kreuzigungsgruppe                                  | Kreuzigungsgruppe                                                | Flaesheim Zum Dachsberg Karte                               | Um 1910 wurde diese Kreuzgruppe von dem Bildhauer Bernhard Wirtz aus Haltern geschaffen. Ihr Standort war vor der Gaststätte „Gasthof zur Post“, später „Jägerhof“ der Familie Deitermann in der Einmündung der heutigen Straße „Zum Dachsberg“. Bis 1910 stand an dieser Stelle ein Bildstock. Im Jahr 1929 wurde die Gruppe zum heutigen Standort an der „Heideschule“ umgesetzt und am 9. September 1929 kirchlich eingeweiht. Im Sommer 1984 wurde die Gruppe von der Firma Hubert Wirtz aus Haltern restauriert. Zur Gruppe von 1929 heißt es: Auf neuerem Sockel vierfigurige Kreuzigungsgruppe aus Sandstein, Kreuz auf angedeutetem Hügel, davor kniende Maria Magdalena; an den Seiten stehende Maria und Johannes; schlichter, naturalistischer Stil; Korpus im Viernageltypus; symmetrischer Aufbau; in einem Stück mit durchgehender Bodenplatte gearbeitet. Dokument der orts- und regionalen Kunstgeschichte sowie der Volksfrömmigkeit. | ca. 1910                                         | 14.06.1988       | 48              |
| Hofhaus                                            | Hofhaus                                                          | Hullern Westruper Straße 170 Karte                          | |                                                  | 05.07.1988       | 49              |
| Hofhaus                                            | Hofhaus                                                          | Lippramsdorf Dorstener Straße 540 Karte                     | |                                                  | 07.07.1988       | 50              |
| BW                                                 | Haus                                                             | Sythen Am Wehr 75 Karte                                     | Ehemalige mittlerweile abgerissene Scheune. Die Entfernung aus der Denkmalliste steht bevor. |                                                  | 21.07.1988       | 51              |
| Haus                                               | Haus                                                             | Haltern-Sythen Am Wehr 81 Karte                             | |                                                  | 01.09.1988       | 52              |
| Wohn- und Geschäftshaus                            | Wohn- und Geschäftshaus                                          | Haltern-Mitte Mühlenstraße 18 Karte                         | Fachwerkbau, Fassade und Ladenanbau modern. Im Kernbau das älteste bisher bekannte Fachwerkhaus im Vest Recklinghausen aus dem frühen 16. Jahrhundert. | 16. Jh, hinter Teil um 1701, Geschäftsanbau 1902 | 21.06.1989       | 52/2            |
| trigonometrischer Festpunkt                        | trigonometrischer Festpunkt                                      | Haltern-Mitte Waldbeerenweg 51° 45' 59.56" 7° 7' 4.93 Karte | Lagefestpunkt Nr 4208000301, Rechtswert: 2577227,38 Hochwert: 5737521,98 Der Punkt war einer von fünf neuen Festpunkten des Netz Münsterschen Verbindungsnetzes 1880–1883 | 1881                                             | 24.01.1991       | 53              |
| ehemaliges Hofhaus                                 | ehemaliges Hofhaus                                               | Hamm-Bossendorf Kirchweg 10 Karte                           | |                                                  | 15.08.1996       | 54              |
| Fachwerkhaus                                       | Fachwerkhaus                                                     | Hamm-Bossendorf Marler Straße 145 Karte                     | |                                                  | 18.11.1993       | 55              |
| Gut Borkenberge „Heuershof“                        | Gut Borkenberge „Heuershof“                                      | Hullern An der Stever 102 Karte                             | |                                                  | 18.11.1993       | 56              |
| Wegekapelle                                        | Wegekapelle                                                      | Hullern Hullerner Stausee Karte                             | | 1914                                             | 29.10.1996       | 57              |
| Wegekapelle                                        | Wegekapelle                                                      | Hullern Hullerner Stausee, Karte                            | | Anfang des 20. Jahrhunderts                      | 29.10.1996       | 58              |
| weitere Bilder                                     | Alte Pastorat                                                    | Haltern-Mitte Markt 9 Karte                                 | |                                                  | 11.02.1997       | 59              |
| Marienstatue an der St.-Sixtus-Kirche              | Marienstatue an der St.-Sixtus-Kirche                            | Haltern-Mitte Markt Karte                                   | |                                                  | 21.04.1997       | 60              |
| Hofanlage                                          | Hofanlage                                                        | Haltern-Mitte Lünzumer Weg 127 Karte                        | |                                                  | 10.08.1990       | 61              |
| Wegekapelle                                        | Wegekapelle                                                      | Haltern-Mitte Dorstener Straße Karte                        | |                                                  | 05.06.2000       | 62              |
| Fachwerkbau                                        | Fachwerkbau                                                      | Haltern-Mitte Waldwinkel 14 Karte                           | |                                                  | 01.08.2001       | 63              |
| Jüdischer Friedhof                                 | Jüdischer Friedhof                                               | Haltern-Mitte Judendannen Karte                             | |                                                  | 07.09.2007       | 64              |
| Transformatorenhäuschen                            | Transformatorenhäuschen                                          | Haltern-Westrup Westruper Straße Karte                      | |                                                  | 25.08.2011       | 65              |
| Fachwerkhaus                                       | Fachwerkhaus                                                     | Haltern-Mitte Richthof 9 Karte                              | |                                                  | 17.03.2015       | 66              |

### Ehemalige Baudenkmäler
| Bild | Bezeichnung  | Lage                                  | Beschreibung                   | Bauzeit | Eingetragen seit | Denkmal- nummer |
| ---- | ------------ | ------------------------------------- | ------------------------------ | ------- | ---------------- | --------------- |
|      | Fachwerkhaus | Haltern-Mitte Disselhof 36            | Gelöscht, Abriss des Gebäudes. | um 1800 | 21.07.1986       | 34              |
| BW   | Hofhaus      | Lippramsdorf Weseler Straße 800 Karte | Gestrichen am 20.07.2009.      |         | 10.06.1987       | 41              |